# Thursday
Thursday es una banda estadounidense de post-hardcore formada en 1997 en Nuevo Brunswick Nueva Jersey. Su nombre viene del deseo de la banda de no ser asociado automáticamente a cualquier estilo musical en particular. La banda consiste en Geoff Rickly (voz), Tom Keeley (guitarra, coros), Steve Pedulla (guitarra, coros), Tim Payne (bajo) y Tucker Rule (batería).
Su primer álbum Waiting fue lanzado en 1999 con el guitarrista original Bill Henderson, quien dejó el grupo en el 2000 y llegó Steve Pedulla a tomar su lugar. La banda se popularizó con su segundo álbum Full Collapse en 2001 con sus dos exitosos sencillos "Understanding in a Car Crash" y "Cross Out the Eyes". En 2003 publicó su tercer álbum War All the Time, que alcanzó el número siete en los Billboard Top 200 Albums. Thursday lanzó su cuarto álbum A City by the Light Divided, en 2009 lanzó su quinto álbum Common Existence y en 2011 lanzó su último álbum de estudio llamado No Devolución, tras lo cual su pausa indefinida.
En una entrevista de enero de 2013, Rickly confirmó que la banda se había disuelto. Sin embargo, la banda se reencontró para un concierto en 2016 y otro en Brooklyn el 17 de marzo de 2019, aunque tocaron más conciertos hasta finales de año. La banda está considerada como uno de los grupos post-hardcore más influyentes de la década de 2000 y entre los que ayudaron a popularizar el sonido screamo.

## Historia

### Formación yWaiting(1997-2000)
Thursday se formó en 1997 por el vocalista Geoff Rickly, los guitarristas Tom Keeley y Bill Henderson, el bajista Tim Payne y el batería Tucker Rule. Tom Keeley narra así la formación de la banda:
La banda empezó a tocar conciertos en Nuevo Brunswick y otros lugares de Nueva Jersey y Nueva York. La banda toco su primer concierto oficial el 31 de diciembre de 1998, en un sótano de Geoff con las bandas Midtown, Saves the Day y Poison the Well.
Grabaron varios demos para sus conciertos, y en el verano de 1999, acordaron con MP3.com para su primer lanzamiento oficial, que sería 1999 Summer Tour EP, que contenía demos que posteriormente fueron añadidas a sus primer álbum, Waiting, lanzado a la venta el 18 de junio de 1999, con la discográfica del norte de Nueva Jersey, Eyeball Records. El disco Waiting no tuvo ningún sencillo, ninguna aparición en la radio o en televisión.

### Full Collapse(2001-2002)
Thursday con el deseo de estar en una discográfica más grande, pero con soporte total de Eyeball Records, firma con la discográfica de Chicago, Victory Records y lanza al mercado su nuevo disco, Full Collapse, el 10 de abril de 2001. Al igual que con Waiting, la banda no desea tener ningún soporte con radios o televisión, pero a pesar de ello la banda llama la atención alguna que otra radio o televisión.
Thursday hizo varias giras en soporte para el álbum, entre las que destaca una con Saves the Day que llamó la atención a Victory Records. Victory Records entonces grabó un videoclip para la canción Understanding In A Car Crash, compuesta por contenido en directo de la banda, y así fue luego publicado como el primer sencillo de la banda sin la autorización de la banda. El video hizo ganar muchos seguidores "underground". La banda publicó su segundo sencillo, Cross Out The Eyes, pero no hizo captar la atención del público.
A Thursday no le gustaba cómo Victory Records utilizaba la imagen de su banda y cómo la publicitaba. La banda encontró poco a poco más popularidad y se disgustó con Victory. El 22 de octubre de 2002 Thursday lanza Five Stories Falling EP, disco que Thursday es obligado a publicar por problemas en el contrato con Victory. Incluso la banda en sus conciertos pedía que no se adquiriera este disco. La banda vivió en esta época su peor momento con sus problemas con Victory y otros problemas internos.

### War All The Time(2003-2005)
Thursday no siguió con Victory y firmó con Island Records, donde publicó el 16 de septiembre de 2003 su tercer álbum de larga duración, War All The Time. Todo el proceso de grabación y creación de canciones duró solo seis meses. El título del álbum (Warr All the Time, en castellano Guerra Siempre o Guerra todo el Tiempo), y ya que fue lanzado dos años después de los atentados terroristas del 11 de septiembre de 2001, fue criticado como un álbum político, algo que Geoff siempre ha desmentido, diciendo que el verdadero significado del álbum es el de que el amor siempre es una guerra. En War All the Time la banda suma un miembro a su composición, Andrew Everding, teclista. A pesar de ello no se convirtió en un miembro oficial de la banda hasta el 26 de diciembre de 2003.
War All the Time tuvo dos sencillos, Signals Over The Air y War All The Time, pero no tuvieron un gran éxito ya que MTV denunció que en los videos lanzaban falsas noticias y los adolescentes pensarían que eran reales.
Thursday durante esta época estuvo en un gran número giras en soporte de War All The Time, en las que compartió escenarios con bandas como AFI, Thrice y Coheed And Cambria. En estas giras, Thursday tocaba muchos conciertos en acústico. La banda también grabó un concierto en acústico para el programa de radio Y100 Sonic Sessions.
Siguiendo War All the Time, la banda lanzó dos EP. El primero fue Live From The SoHo & Santa Monica Stores Split EP, exclusivo en iTunes y con participación de Thrice, y el segundo Live In Detroit EP.
La actividad de la banda fue interrumpida en 2004. La banda cita una presión constante de la discográfica, un excesivo calendario de giras y problemas de salud. Thursday volvió por una causa benéfica, salvar el CBGB de Nueva York el 25 de agosto de 2005.

### A City By The Light DividedyKill the House Lights(2006-2007)
En el otoño de 2005, cinco canciones demos fueron robadas del iPod del gerente de gira de My American Heart. Rickly ha colaborado recientemente con My American Heart por el tema "We Are The Fabrication". La banda publicó un comunicado en su página web oficial aegurando que se sintieron decepcionados ante la filtración de los temas inacabados, pero que estaban contentos de que la gente tomase tanto interés en su música. La banda confirmó el título de un demo, "At This Velocity", y prometió que estarían incluidas en su próximo álbum. Otras tres canciones, "The Other Side of the Crash/Over and Out (Of Control)", "Telegraph Avenue Kiss" y "Autumn Leaves Revisited") también serían incluidas. Las demos restantes más tarde se convertirían en la canción "Last Call" en su quinto álbum de estudio, Common Existence.
El título de A City By The Light Divided está influido por un poema de Octavio Paz; Rickly combinó dos líneas de uno de sus poemas para crear el título. El álbum fue anunicado oficialmente en el MySpace de la banda el 18 de abril de 2006, y lanzado oficialmente el 2 de mayo de Island Records en Estados Unidos y Hassle Records en Reino Unido. 
A City By The Light Divided fue en general bien recibido por la crítica, y generó dos sencillos, "Counting 5-4-3-2-1" y "At This Velocity", aunque recibieron una atención mucho menor.
La banda se separó de Island Records a principios de 2007. Un show privado que realizaron el 3 de mayo de 2007 en Nueva York permitió a su viejo amigo "The Rev" proponer matrimonio a su novia en el escenario. Thursday también celebró una actuación el 5 de mayo en The Bamboozle bajo el nombre falso "Bearfort". Se cancelaron todos los planes de gira hasta que su gira de otoño con Circle Takes the Square y Portugal. The Man. En 2007 su espectáculo de fin de año en el salón de baile Starland, la banda anunció que estará escribiendo y grabando nuevo material en 2008.
Thursday anunció el 2 de abril de 2008 a través de un boletín de MySpace y su web oficial un nuevo split con la banda japonesa de post-hardcore, Envy. 
"Hemos decidido convertir el rumor en realidad y ofrecerlo a toda esta buena gente. Thursday de Nueva Jersey y Envy del Viejo Tokio se reunirán para lanzar un LP + CD este otoño, publicado por Temporary Residence Ltd. Será una edición limitada de CD + LP conjunto; no habrá ediciones separadas en CD o LP. Ambos formatos se pblicarán en un paquete, y ambos contienen la misma música. Esto significa que puede no estar disponible en Best Buy, Wal-Mart, Circuit City, o la mayoría de tiendas de "discos" en un centro comercial. Pero ciertamente estará disponible en tu tienda local independiente de música, hasta agotar existencias. No estamos todavía seguros de lo limitada que será, tal vez 10.000 copias, tal vez mil millones (probablemente más cercano a lo primero, ya que realmente no tenemos espacio para mil millones de discos). Además, habrá una edición de lujo impreao a mano que se venderá exclusivamente a través de nuestra tienda web. Estas serán serigrafiados a mano, y habrá ediciones de vinilo de color limitadas. No hay fecha de estreno específicas establecidas todavía, pero esperadlas en torno a septiembre/octubre "

### Common Existence(2008-2009)
La banda anunció el 30 de septiembre de 2008 que había firmado con Epitaph Records. En cuanto a su nueva discofráfica, la banda dijo lo siguiente: "Es una gran sensación el tener a una discográfica animándonos a ser socialmente más conscientes y activos políticamente." 
Terminaron de grabar su álbum de larga duración titulado Common Existence, que fue lanzado el 17 de febrero de 2009 bajo el sello Epitaph. En una entrevista en marzo de 2009, Rickly explicó que el título del álbum hace referencia a la experiencia compartida de la humanidad, y que muchas de las canciones fueron influenciadas por las palabras de sus poetas y autores favoritos. 
"Casi todas las canciones en el disco están conectadas a un escritor diferente. La primera canción, "Resuscitation of a Death Man" está basada en "Resuscitation of a Hanged Man", de Denis Johnson. Otra canción está basada en un libro [de Martin Amis], "Time's Arrow". El disco completo también tiene un montón de temas de Roberto Bolaño, un poeta que escribió "Los detectives salvajes" y algunas otras cosas. La canción "Circuits of Fever" es muy influenciado por [el escritor] David Foster Wallace."

### No Devolucióny separación (2010-2011)
Thursday comenzó a grabar su próximo álbum en julio de 2010 en los Tarbox Road Studios en Fredonia, Nueva York con Dave Fridmann, que también había producido dos discos anteriores del grupo. Su sexto disco y el segundo lanzamiento de Epitaph Records, No Devolución, fue publicado el 12 de abril de 2011. El vocalista Geoff Rickly comentó sobre el estilo del nuevo álbum, declarando: "En cuanto al estilo, tengo la sensación de que este disco es como un cambio radical de nuestros discos anteriores, pero en esencia lo noto como un regreso. Las canciones son más vulnerables de lo que han sido en mucho tiempo. Por ahora, es muy atmosférico y refleja diversos estados de ánimo." Rickly también declaró que el tema lírico principal es la devoción. Thursday debutó "Turnpike Divides" en su concierto anual de vacaciones el 30 de diciembre de 2010 en Starland Ballroom.
El 22 de noviembre de 2011, Thursday realizó una declaración en su página oficial y su Twitter llamada "Thanks & Love", expresando su intención de dejar de producir música juntos. Sin embargo, la declaración sobre el estado de la banda era ambigua, no indicando explícitamente en el artículo si se trataba de una separación o una pausa indefinida.
En enero de 2013, Geoff Rickly declaró durante una entrevista que Thursday se disolvió oficialmente, y que el término "hiato" es engañosa, ya que sólo se había utilizado en caso de que la banda decidiera tocar un espectáculo nuevo. Él, sin embargo, indica que había una posibilidad de que la banda tocara conciertos en el futuro, pero nunca se produciría más material nuevo.

### Después de la separación (2012-2015)
Desde su separación, Rickly formó la banda No Devotion en 2014 con exmiembros de la banda de Lostprophets. Lanzaron su primer álbum Permanence en 25 de septiembre de 2015, y ha continuado su proyecto paralelo de United Nations. Tucker Rule se convirtió en el baterista de gira de la banda de pop-punk Yellowcard en 2014.

### Regreso y segunda separación (2016-2019)
En enero de 2016, los exmiembros de Thursday pusieron una imagen de sí mismos en la cuenta de Twitter de Rickly. Esto provocó rumores de que la banda pronto se reencontraría. Sin embargo, Rickly disipó rápidamente estos rumores diciendo que la comunicación había sido mínima en los cinco años desde la disolución y que era "simplemente por fin la reparación de algunas vallas y sanación de viejas heridas." El exagente de reservas comenzó a animarles a reunir a la banda con la libertad de hacer lo que quisieran y sin la presión de tener que escribir un nuevo álbum.
Dos meses más tarde, Thursday anunció que se reunirían en Atlanta, durante el festival de música Wrecking Ball de Georgia, en agosto de 2016. En una declaración acerca de la pequeña reunión, Rickly dijo: "Hace cinco años, nos pareció necesario poner fin a Thursday por razones ajenas nuestro control. a principios de este año, hemos sido capaces de reconciliar todas nuestras diferencias y pasar tiempo juntos. Este es un componente vital para lo que nos encantó estar en Thursday y estamos felices de decir que vamos a tocar este concierto como la misma alineación que comenzó a viajar juntos en Full Collapse y conjuntamente trabajó en cada disco desde entonces." Acordaron realizar al Wrecking Ball sólo dos días antes de anunciar públicamente su participación, y la decisión fue tomada después de que sus organizadores permitieran la banda para llevar a cabo "a nuestra manera, incluyendo la participación de una organización de caridad" y después de enterarse de la fuerte formación de bandas en el festival. La banda no tenía ninguna intención de reunirse antes de esta decisión y no está claro si Thursday llevará a cabo más conciertos después de esta única fecha en un festival.

### Segundo regreso (2020-presente)
A pesar de la declaración anterior de la banda de que su reunión llegaría a su fin, se anunció en junio de 2020 que el jueves tocará su primer espectáculo en casi dos años en el Riot Fest en septiembre de 2021. Actualmente no está claro si la aparición de Riot Fest será única o si la banda se reunirá de forma más permanente.

## Logo
Thursday utiliza el logotipo de una paloma en sus discos y mercancía. La paloma se cree que fue concebida por Tom Keeley en un autobús de gira en algún momento antes de que Full Collapse se grabase. 
En letras de "Cross Out the Eyes" la banda hace referencia a la paloma: 
```
   We can rise on the wings of the dove
```

```
   See blue skies getting caught in the trail of all this smoke
   We can rise like candles in the dark – yours always
   And an envelope marked with your new address
```

Así como
```
   ...And the mourning dove gets caught in the telephone wire.
```

Se desconoce si estas letras se inspiran en la ilustración de la paloma o viceversa. Desde la concepción de la paloma, sin embargo, aparece en cada disco que Thursday ha publicado en alguna forma, aunque no se menciona aparte de en sus letras de "Cross Out the Eyes". Hay también una paloma presente en el video de "Cross Out the Eyes" Darren Doane, en el comentario de XDOANEX, dijo que fue lo más difícil que ha tenido que adquirir para un video musical. 
La banda también ha adoptado un nuevo logotipo - una diana roja con un galón pequeño por debajo de ella para A City by the Light Divided. Este logo apareció en productos relacionados con el álbum, y se ve decolorado en el fondo de la portada de Kill the House Lights.

## Miembros
| Miembros actuales - Geoff Rickly – voces (1997–2011, 2016–2019, 2020–presente) - Tom Keeley – guitarra principal, coros (1997–2011, 2016–2019, 2020–presente) - Tim Payne – bajo (1997–2011, 2016–2019, 2020–presente) - Tucker Rule – batería (1997–2011, 2016–2019, 2020–presente) - Steve Pedulla – guitarra rítmica, coros (2000–2011, 2016–2019, 2020–presente) Miembros de apoyo actuales - Norman Brannon – guitarras (2021–presente) | Miembros anteriores - Bill Henderson – guitarra rítmica, coros (1997–2000) - Andrew Everding – teclados, sintetizadores, coros (2004–2011, 2016–2019) Miembros de apoyo anteriores - Lukas Previn – bajo (2011) - Stuart Richardson – bajo (2017, 2022) - Brooks Tipton – teclados, sintetizadores (2011–2012) |

## Discografía
Álbumes de estudio
- 1999: Waiting
- 2001: Full Collapse
- 2003: War All the Time
- 2006: A City by the Light Divided
- 2009: Common Existence
- 2011: No Devolución